# Profiles
Profiles és un àlbum del bateria de Pink Floyd Nick Mason i del guitarrista del grup 10cc Rick Fenn, que va sortir al mercat el 1985. Tot el disc és pràcticament instrumental, exceptuant dues cançons: "Lie for a Lie," que té les col·laboracions del cantant i guitarrista de Pink Floyd David Gilmour i la cantant de l'època de principis dels 80 de Mike Oldfield, Maggie Reilly; i "Israel," cantat pel teclista d'UFO Danny Peyronel.
| «             | Hi va haver un temps quan estàvem considerant de fer un àlbum completament instrumental, però teníem 'Lie For A Lie', que ens agradava i li volíem incloure, així que ens va semblar que necessitàvem una altra cançó per equilibrar. | » |
| — Rick Fenn , | |   |

| «              | Certament he gaudit treballant amb en Rick ... Crec que és útil i important canviar les persones amb les que un treballa. Un pot quedar atrapat en certs patrons. Ja saps: en Roger farà això i en Dave farà allò i ... així, tu pots anar i fer el te, Nick! | » |
| — Nick Mason , | |   |

## Llista de cançons
1. "Malta" (Fenn/Mason) – 6:00
2. "Lie for a Lie" (Fenn/Mason/Peyronel) – 3:16
3. "Rhoda" (Fenn/Mason) – 3:22
4. "Profiles Part 1/Profiles Part 2" (Fenn/Mason) – 9:58
5. "Israel" (Fenn/Peyronel) – 3:30
6. "And the Address" (Fenn/Mason) – 2:45
7. "Mumbo Jumbo" (Fenn/Mason) – 3:53
8. "Zip Code" (Fenn/Mason) – 3:05
9. "Black Ice" (Fenn/Mason) – 3:37
10. "At the End of the Day" (Fenn/Mason) – 2:35
11. "Profiles Part 3" (Fenn/Mason) – 1:55

## Cançons que no són de l'àlbum
1. "Lie for a Lie" (Fenn/Mason/Peyronel) (12" Mix) – 5:54

## Crèdits
- Nick Mason - bateria, teclats, percussió, composició
- Rick Fenn - guitarres, teclats, composició
- Mel Collins — saxofon a "And The Address", "Mumbo Jumbo", i "Black Ice"
- David Gilmour — veu a "Lie for a Lie"
- Maggie Reilly — veu a "Lie for a Lie"
- Danny Peyronel — veu a "Israel"
- Craig Pruess — emulador de baix a "Malta"